# 酸素同位体比年輪年代法
酸素同位体比年輪年代法（さんそどういたいひねんりんねんだいほう。英語: Tree ring dating using oxygen isotopes）とは、樹木の主成分セルロースに含まれる酸素の同位体比を年輪毎に測定し、その変動パターンから年代を決定する自然科学的年代決定法である。

## 概要
年輪年代法とは、古い木材の年輪が過去の気候変動を保存していることを利用する年代測定法であり、その成果は考古学のみならず、古美術・古建築の年代決定の他、生態学・地形学・気候学・宇宙物理学にも利用されている。
考古学において、発掘で発見された遺跡の年代決定は重要な調査目的である。日本の考古学界においては、土中などでの残存性が高く、時代による形状の変遷が鋭敏な土器の編年が重用され、そのレベルは世界でも極めて発達していると言われている。しかし、土器編年に代表されるような相対年代(相対的な前後関係による年代指標)では基本的には実年代が明らかにならず、他の年代観に依存しない独立した体系であるため離れた地域間や他の遺物との整合性を取ることが困難であった。これを克服するために遺跡の暦年代・絶対年代の決定も試みられるが、その方法として特に放射性炭素年代法と年輪年代法がよく用いられてきた。
年輪年代法は、樹木の成長速度が生育環境と同調することに注目し、年輪幅のパターンを既知のサンプルから作られた標準年輪曲線と比較することで一致する年代を探索する年代決定法である。良好な試料が得られれば低コストで1年単位で年代が決定できるため、寒冷地や乾燥地を中心に世界中で用いられてきた。日本でも奈良文化財研究所の光谷拓実の取り組みにより、2021年現在で過去3000年分のヒノキの標準年輪曲線が完成している。しかし高温多湿な地域では年輪の変動パターンは日照条件などの気候以外の外的要因の影響が大きく、また多様な樹種が利用されていた日本では多量のサンプルが必要となることや少ない年輪数では有意な結果を得ることが難しいという欠点もあった。この欠点を補完する新しい年輪年代法が酸素同位体比年輪年代法である。酸素同位体比年輪年代法は2015年頃に名古屋大学の中塚武により実用化され、その名称は従来法の年輪幅の代わりに年輪毎に含まれる酸素同位体比を測定する手法に由来している。

## 酸素同位体比と気候変動および年輪セルロース
酸素同位体比とは、測定対象に含まれる酸素の同位体のうち、酸素18の酸素16に対する存在比である。降水の酸素同位体比は地球上の場所によって異なるが、日本のように温暖湿潤な地域においては雨量効果と呼ばれる負の相関関係があり、したがって降水量が多いほど酸素同位体比が減る傾向にある。また水蒸気に含まれる酸素同位体比は、降水に比べて9‰低い事がわかっている

セルロースの分子構造
セルロース内に含まれる酸素は、一度合成されると周囲の酸素と交換されず、同位体比が保存される。

木材の主成分には、セルロース・リグニン・ヘミセルロースの3つがあるが、測定に用いるのはセルロースである。セルロースは、葉内の水を光合成して作られるグルコースを材料に作られるが 、
この葉内の水分は、降水に由来する土壌水と葉の気孔から排出/流入する水蒸気とのマスバランスによって保持される。この際、軽い酸素16のほうが水蒸気になりやすく、乾燥した気象条件によって蒸散が促進されるほど葉内の酸素18の濃度が高くなる。したがって相対湿度とグルコースの酸素同位体比には負の相関関係が生じる。こうして作られたグルコースは師管を通って樹皮近くの形成層に運ばれ、直線状に繋がったセルロース分子が合成される。
以上のように、降水(水蒸気)の酸素同位体比および葉内の酸素同位体比は、いずれも降水量と負の相関関係にあり、結果として過去の降水量の情報が酸素同位体比として年輪セルロースに蓄積されていく。このような原理は何十年も前から分かっており、炭素同位体比による研究が先行していたが、酸素同位体比はセルロースが合成される過程で幹中の水分とグルコースの間で酸素原子の交換が起きることから、セルロースの酸素同位体比から気候変動がどこまで正確に復元できるか分かっていなかった。この酸素原子の交換率は2010年代の研究により安定していることが明らかになり、古気候の復元に利用可能であることが確認された。

## メリットとデメリット
従来の年輪年代法が測定に用いてきた年輪幅は、気候以外の生育環境などにも影響を受けるため個体間で異なるパターンを示すことがあり、日本のような中緯度で湿潤な気候ではそれらを補正するために膨大な数のサンプルが必要であった。また、樹種によって気候に対する耐性も異なるため、樹種・地域ごとに標準年輪曲線を作成しなくてはならなかった。しかし、酸素同位体比は自然界の水循環に連動し、光合成をおこなう時期の降水量や湿度などの気候の変化に鋭敏に反応するため、日当たりや気温などの生育環境に由来する個体差が少なく、測定に必要な年輪数が少なくて済むようになった。また、酸素同位体比年輪年代法で作成された標準年輪曲線は異なる樹種でも高い相関性を有していることや、樹木の生長と共に生じる生物学的な変化(樹齢効果)を酸素同位体比と水素同位体比との相関関係により補正できること、偽年輪や不連続年輪などの問題がある年輪の検出も容易である事も特徴である。
また、従来の古気候学においては、気温の変化は比較的広い範囲で同調するのに対し降水量は狭い範囲で変動するため復元が困難とされてきた。しかし酸素同位体比年輪年代法により精密な時間的空間的な変動パターンを得ることが出来き、過去に起きた気候変動モードを発見できる可能性が出てきた。例えば、東アジアにおける梅雨前線の停滞を原因とした中国北部の旱魃と日本列島南部における長雨の連動が復元され、過去のアジアモンスーンの活動が推測できるようになっている。
さらに従来の年輪年代法では1年単位での気候分析が限界であったが、酸素同位体比年輪年代法では年輪をより細かく分割することで1年未満の単位で気候変動を測定できることが分かってきた。一例として、天明の飢饉・天保の飢饉は天候不順による冷害が主原因であることが分かっているが、21日単位で乾湿変動を解析することで5月下旬から6月中旬の湿度が高いことが判明し、梅雨入りが早い気候が複数年連続していたことが明らかになっている。
一方でデメリットもある。従前の年輪年代法は、年輪の写真撮影やマイクロフォーカスX線CTなどの非破壊調査で年輪幅のデータを取得することが可能であったが、酸素同位体比年輪年代法では最低でも直径5mmから10mm程度の木片サンプルが必要となるため、文化財などに応用する際のハードルが極めて高い。また炭化材には使用できない事や、従来法に比べると期間・費用が掛かる点もデメリットといえる。